# Алёшин, Василий Фёдорович
Василий Фёдорович Алёшин — советский хозяйственный, государственный и политический деятель, Герой Социалистического Труда.

## Биография
Родился в 1925 году в деревне Герасимово. Член КПСС.
Участник Великой Отечественной войны С 1950 года — на хозяйственной, общественной и политической работе. В 1950—1986 гг. — колхозник, механизатор, бригадир колхоза имени Свердлова Шахтёрского района Донецкой области.
Указом Президиума Верховного Совета СССР от 30 апреля 1966 года присвоено звание Героя Социалистического Труда с вручением ордена Ленина и золотой медали «Серп и Молот».
Умер в Донецкой области в 1986 году.

## Награды и звания
- Герой Социалистического Труда (30.04.1966).
- орден Ленина (30.04.1966)
- орден Октябрьской Революции (08.12.1973)
- орден Отечественной войны II степени (06.04.1985)
- орден Трудового Красного Знамени (26.02.1958; 22.12.1977)